# Un buen año
Un buen año (en inglés: A Good Year) es una película británica dirigida por Ridley Scott y protagonizada por Russell Crowe, estrenada el 27 de octubre de 2006 y basada en la novela homónima de Peter Mayle.

## Argumento
Max Skinner (Russell Crowe) es un corredor de bolsa exitoso residente en Londres que recibe en herencia un viñedo francés de su tío Henry (Albert Finney). Cuando viaja hasta allí se encuentra con un château para restaurar; conoce a la dueña de un restaurante, de la que se enamora (Marion Cotillard), y a una californiana (Abbie Cornish) que dice ser la hija ilegítima de Henry.
Max llega con la clara intención inicial de vender el viñedo lo más rápidamente posible, pero poco a poco empieza a recordar los buenos tiempos que pasó en el château, disfrutar de la vida más calmada y alejado de la presión diaria de los negocios, lo que hará que dude de su idea original. Al fin y al cabo, la vida es vivir bien, amar, comer bien y tener un buen año.

## Reparto
- Russell Crowe como Max Skinner
- Albert Finney como Henry.
- Marion Cotillard como Fanny Chenal
- Abbie Cornish como Christie Roberts
- Didier Bourdon como Francis Duflot
- Isabelle Candelier como Ludivine Duflot
- Freddie Highmore como Max Skinner de joven
- Tom Hollander como Charlie Willis
- Rafe Spall como Kenny
- Richard Coyle como Amis
- Archie Panjabi como Gemma
- Kenneth Cranham como Sir Nigel
- Daniel Mays como Bert
- Giannina Facio como Maitre D'
- Valeria Bruni-Tedeschi como Abogada de la notaría